# Kessler + Co.
Kessler & Co. GmbH & Co. KG ist ein international tätiges Maschinenbauunternehmen mit Sitz im baden-württembergischen Abtsgmünd. Es wurde 1950 als Achsenfabrik gegründet und ist ein Hersteller von Antriebsachsen und Verteilergetrieben für Schwerlastfahrzeuge, schwere Gabelstapler, Containerumschlaggeräte und andere Spezialfahrzeuge. Das Unternehmen beschäftigte 2020 ca. 800 Mitarbeiter bei einem Jahresumsatz von 400 Millionen Euro. Auslandsvertretungen befinden sich in China und USA.